# Josef Samuel Fabini
Josef Samuel Fabini (Hásság, 1794 . július 28. – Medgyes, 1877. február 18.) evangélikus lelkész.

## Élete
Apja, Martin Fabini, szintén lelkész volt, akinek 1802-ben bekövetkezett halála után a fiút anyai nagybátyja, Johann Schmidt medgyesi lelkész vette gondjai alá. 1813-ban befejezte tanulmányait a medgyesi gimnáziumban, majd Marosvásárhelyen volt német nyelvtanár Zeyk Dániel családjánál. Az így szerzett jövedelméből 1815-től a tübingeni egyetemen tudott továbbtanulni. 1816–18 között házitanító volt Livornóban, 1818-ban ismét Tübingában folytatta tanulását. 1819-ben visszatért Erdélybe és szeptember 14-étől a medgyesi gimnáziumnál alkalmazták. 1828-ban városi lelkész lett, majd 1830. február 12-én Váldhídra hívták meg lelkésznek.
1838-tól kezdve az evangélikus zsinatokon és más jogi tanácskozásoknál működött közre egyháza érdekében. 1840. szeptember 14-én Daniel és Samuel Gräser városi tanácsosokkal együtt Medgyesre hívta meg a tudomány barátait, akik megalapították az erdélyi honismereti társulatot (Verein für siebenbürgische Landeskunde). 1845. február 18-án riomfalvi lelkésznek, majd 1852. június 8-án a medgyesi káptalan fő dékánjának választották meg. Ugyanebben az évben augusztus 3-án Medgyesre hívták meg lelkésznek. 1874. július 28-án vonult nyugalomba.
1877. augusztus 23-án Georg Daniel Teutsch, az erdélyi honismereti társulat elnöke tartott fölötte emlékbeszédet.

## Művei
- Der Sachsen Zukunft. Elegie zur 700-jährigen Feier des Einwanderungs-Jubiläums. Kronstadt, 1840
- Leichenpredigt über 2. Petri 1. 13–15 gehalten… Hermannstadt, 1843 (Stand- und Leichenrede bei der Beerdigungs-Feier weiland des hochw. H. Johannes Bergleiter, Superintendenten der A. K. V. 10–19. l.)
- An einen hohen k. k. Reichs-Rath in Wien. Pro memoria, worin die Geistlichkeit der evang. Landeskirche A. C. in Siebenbürgen ihr Gesuch um haldige Entschädigung ihres Zehidntes aus dem Grundentlastungsfonde und in Bemessung derselben nach dem Schlüssel der verifizirten neunjährigen Durchschnittfassionen näher begründet. Wien, 1857 (Binder György Pállal együtt)
- An Se. k. k. Ap. Majestät Franz Josef I.,… ehrfurchtsvolle Danksagung für den allerh. bewilligten Vorschuss auf den 1857-ger Zehntentgang und allerunterthänigstes Gesuch der Vertreter der evang. Geistlichkeit A. C. in Siebenbürgen… um Berücksichtigung und Genehmigung einiger Hauptpunkte, behufs gerechter und baldiger Entscheidung der Zehnten-entschädigungsfrage. Wien, 1858
- Aufruf an die Glaubensgenossenschaft der evang. Landeskirche Siebenbürgens zum Anschlusse an den evang. Verein der Gustav-Adolph-Stiftung. Kronstadt, 1860

Kéziratban maradt: Bemerkungen und Bemängelungen zur provisorischen Vorschrift, Zur Frage der Fundirung der siebenbürgisch-evangelischen Landeskirche A. B., Über Verarmung, Handelsbilanz, Inländischer Handel, Die Zünfte, Über die Verbindung der evang. Superintendentur mit der Birthälmer evang. Pfarre, Im Interesse der sächsisch-evangelischen Comitatsecclesien, Die Frage des Oberconsistoriums: ob in demselben das juridische Element hinfort vorwalten soll, Werden unsre geistlichen Ehegerichte fortbestehen, Das Diakoneninstitut in unserer evangelischen Kirche sat.